# Franz Ehrlich
Pour les articles homonymes, voir Ehrlich.

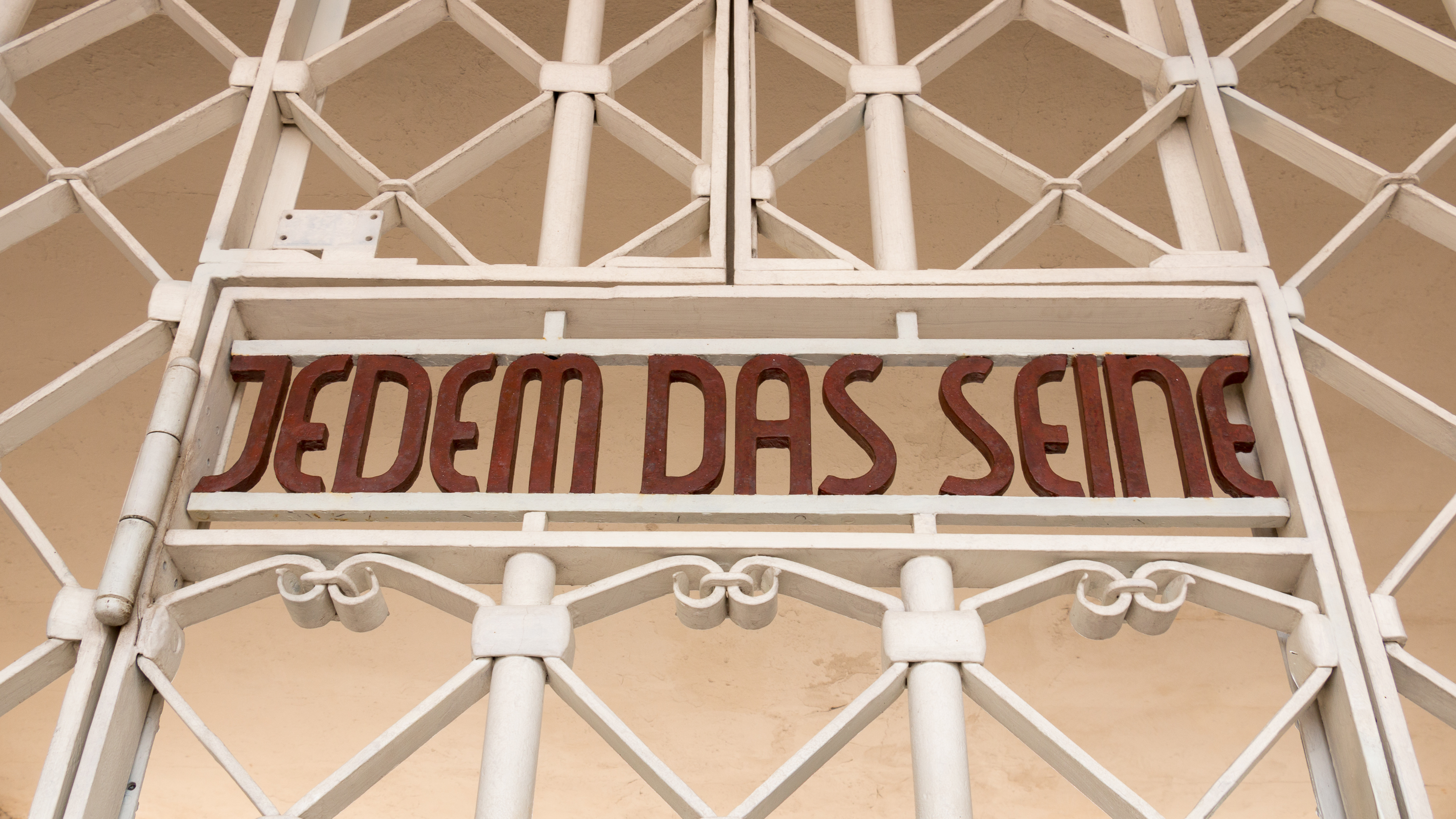
Porte du camp de Buchenwald

Franz Ehrlich, né le 28 décembre 1907 à Reudnitz, près de Leipzig (Allemagne), mort le 28 novembre 1984 à Bernburg, est un architecte, sculpteur, graphiste et calligraphe allemand.

## Biographie
En 1923, il découvre l'architecture à travers l'exposition Neues Bauen organisée par le Bauhaus à Weimar. Il fait d'abord des études de mécanique, puis il est élève du Bauhaus à Dessau de 1927 à 1930. Suivant l'optique de cette école, il s'efforce d'être le plus complet et polyvalent, s'appliquant à tous les arts, dessin, peinture, sculpture, architecture. Il travaille avec Walter Gropius. Il fonde avec des amis le Studio Z à Berlin.
Il s'engage dans le parti communiste (KPD) en 1930, et publie dans le magazine Junge Garde. Lors de l'avènement des Nazis, il est arrêté et interné d'abord au Zuchthaus Zwickau (1934-1936), puis au camp de concentration de Buchenwald. En sa qualité d’architecte, les autorités du camp lui confient divers travaux d’aménagement, puis lui demandent de proposer un  dessin de lettres pour l'inscription Jedem das Seine, qui doit figurer sur la porte du camp, de manière à être vue par les internés. Il propose un lettrage du plus pur style Bauhaus, qui est accepté et réalisé sans que les responsables ne prennent conscience du pied-de-nez (le Bauhaus faisant partie des mouvements honnis par les Nazis). Il réalise aussi les Blätter aus der Haft (« feuilles de prison »), série de dessins. En 1939, il est libéré du camp pour être condamné aux travaux forcés et est déclaré inapte au service militaire. De 1943 à 1945, Ehrlich est enrôlé dans le bataillon disciplinaire 999 (Strafdivision 999) qui est envoyé en Grèce, puis dans les camps de prisonniers en Yougoslavie.
En 1946 Ehrlich revient en Allemagne et reprend ses activités d'architecte. Il dirige la reconstruction de Dresde et est l'architecte en chef du ministère du commerce extérieur de la RDA. Il est l'architecte en chef de la foire de Leipzig dans les années 1960.

## Réalisations
- Radio de Berlin-Est (1951-1956)
- Clinique Franz-Volhard, Berlin-Est (1956-1957)
- Les intérieurs du Berlin Becher-Club et des ambassades de la RDA à Paris (24 rue Marbeau, 16e) et Bruxelles
- Mobilier : séries 602, 604